# 砂時計 (遊助の曲)
「砂時計」（すなどけい）は、2019年1月16日にソニー・ミュージックレコーズから発売された遊助の26枚目のシングル。

## 概要
前作「俺と付き合ってください。」から約3か月ぶりのシングル。
本作は完全生産限定盤となっており、大手通販会社などでは売り切れて入手困難となっている。
番組で共演し、プライベートでも親交がある土田晃之のラジオ『土田晃之 日曜のへそ』（ニッポン放送）で1月13日に初オンエアされた。

## 販売形態
- 完全生産限定盤
  - CDのみ
  - トレカ（4種ランダムのうち1枚封入）

## 収録曲
1. 砂時計
作詞：遊助、作曲：HINATAspring
2. Vampire
作詞：遊助、作曲：N.O.B.B・遊助
3. まだまだだ自分
作詞：遊助、作曲：Hiroyuki Himeno・遊助
4. 砂時計 -Instrumental-